# 列夫京斯基
列夫京斯基 (俄语：  Рефтинский) 是俄罗斯斯維爾德洛夫斯克州阿斯别斯特下轄的一個工作定居點（市級鎮）。1960年代，有人來到當地居住。根據2010年人口普查，當地人口為16,496。

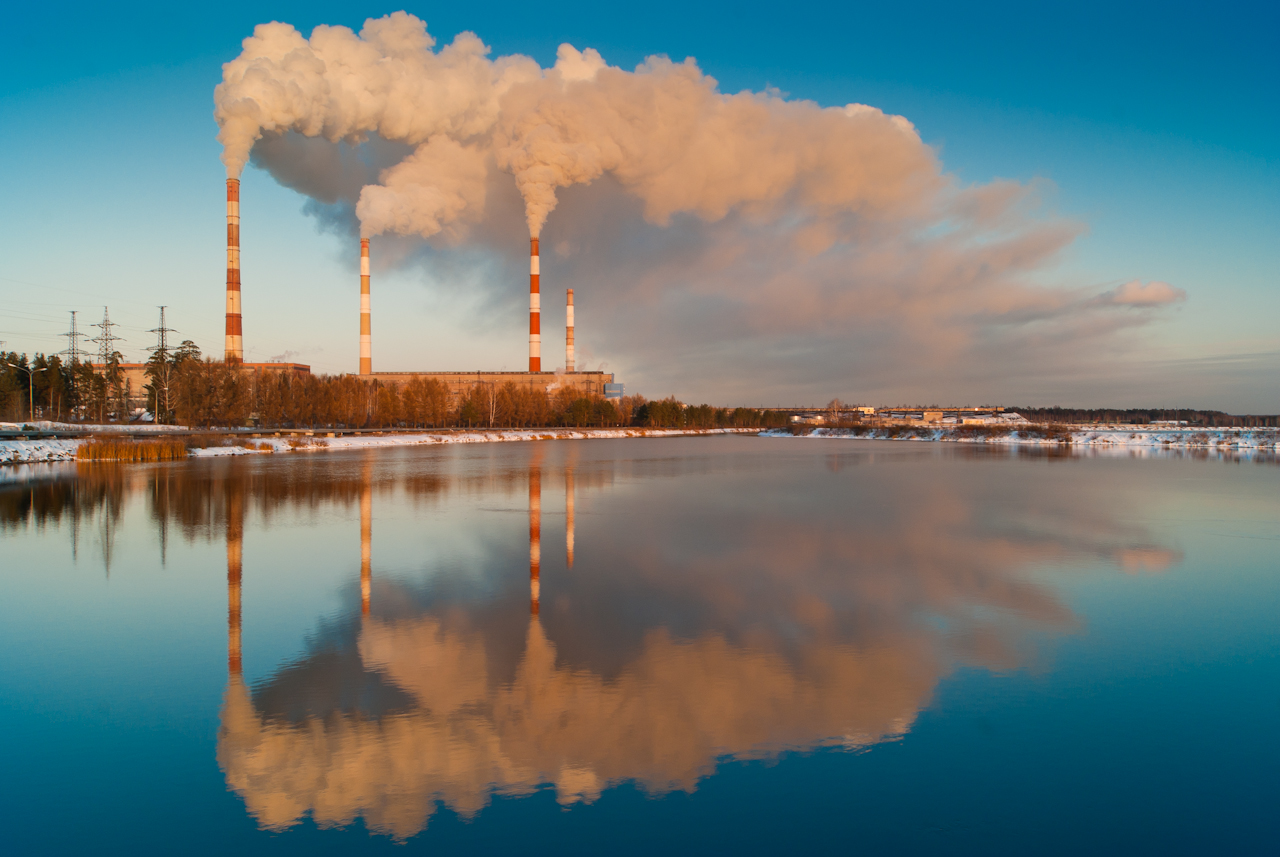
列夫京斯基境內的一個热力发电廠